# Ellery Eskelin
Ellery Eskelin (Wichita (Kansas), 16 augustus 1959) is een Amerikaanse jazzsaxofonist, -componist en orkestleider van de freejazz, modern creative en de nieuwe improvisatiemuziek.

## Biografie
Ellery Eskelin groeide op in een muzikaal huis in Baltimore (Maryland). Hij woont sinds 1983 in New York en werd een belangrijke figuur in het experimentele jazzcircuit tijdens de jaren 1990. Hij trad op met verschillende ensembles in Europa, Canada en de Verenigde Staten. Sinds eind jaren 1980 heeft hij een aantal albums opgenomen als bandleider, waaronder voor het Zwitserse hatOLOGY-label. Zijn belangrijkste werken zijn sinds 1994 gemaakt met toetsenist Andrea Parkins en drummer Jim Black (bijvoorbeeld het album One Geat Day uit 1996). Bovendien werkten aan zijn albums Joe Daley, Arto Tunçboyacıyan, Matt Moran, Mat Manieri, Erik Friedlander en Mark Dresser mee. Eskelin werkte met muzikanten als Joey Baron, Mark Helias, Gerry Hemingway, Marc Ribot, David Liebman, Han Bennink, Sylvie Courvoisier, Gebhard Ullmann, Rabih Abou-Khalil, Terrence McManus en Daniel Humair. Hij richtte de formatie Joint Venture op met Paul Smoker tijdens de jaren 1980.
De stijl van Eskelin heeft zijn wortels in de jazz. Zijn werken combineren gecomponeerde en geïmproviseerde elementen die, volgens de beschrijving van DownBeat, elke categorisatie tarten. Eskelin heeft talloze kritische onderscheidingen ontvangen en wordt in de internationale jazzpers beschouwd als een belangrijke speler in de hedendaagse creatieve muziek (DownBeat, september 1995).

## Discografie
- 1991: Figure of Speech (Soul Note) met Joe Daley, Arto Tuncboyaciyan
- 1992: Premonition (prime source) solo
- 1996: One Great Day (hatOLOGY) met Andrea Parkins, Jim Black
- 1997: Kulak 29 & 30 (hatOLOGY) met Andrea Parkins, Jim Black
- 1998: Five Other Pieces (+2) (hatOLOGY) met Andrea Parkins, Jim Black
- 1999: The Secret Museum (hatOLOGY) Andrea Parkins, Jim Black
- 2000: Vanishing Point (hatOLOGY) met Matt Moran, Mat Manieri, Erik Friedlander, Mark Dresser
- 2001: 12 (+1) Imaginary Views (hatOLOGY) met Andrea Parkins, Jim Black
- 2002: Arcanum Moderne (hatOLOGY) met Andrea Parkins, Jim Black
- 2004: Ten (hatOLOGY) met Andrea Parkins, Jim Black, Marc Ribot, Melvin Gibbs, Jessica Constable
- 2006: Quiet Music (prime source)
- 2007: Triplepoint met Marc Ducret, John Tchicai, Ray Anderson en Stefan Pasborg ILK Music
- 2011: Inbetween Spaces (Auricle) met Gerry Hemingway
- 2012: Non Sequiturs (HatOLOGY)  met Dave Liebman, Tony Marino, Jim Black
- 2017: Sensations of Tone (Intact) met Christian Weber, Michael Griener

## Filmografie
- 2004: On the Road met Andrea Parkins & Jim Black (dvd)
- 2003: Off the Charts – The Song Poem Story (PBS TV, Shout Factory dvd)